# Distrito electoral de Bellevue (condado de Sarpy, Nebraska)
Bellevue (en inglés: Bellevue Precinct) es un distrito electoral ubicado en el condado de Sarpy en el estado estadounidense de Nebraska. En el Censo de 2010 tenía una población de 50137 habitantes y una densidad poblacional de 1.208,14 personas por km².

## Geografía
Bellevue se encuentra ubicado en las coordenadas 41°9′16″N 95°55′58″O / 41.15444, -95.93278. Según la Oficina del Censo de los Estados Unidos, Bellevue tiene una superficie total de 41.5 km², de la cual 41.06 km² corresponden a tierra firme y (1.07%) 0.44 km² es agua.

## Demografía
Según el censo de 2010, había 50137 personas residiendo en Bellevue. La densidad de población era de 1.208,14 hab./km². De los 50137 habitantes, Bellevue estaba compuesto por el 81.55% blancos, el 6.02% eran afroamericanos, el 0.69% eran amerindios, el 2.31% eran asiáticos, el 0.19% eran isleños del Pacífico, el 5.37% eran de otras razas y el 3.88% pertenecían a dos o más razas. Del total de la población el 11.89% eran hispanos o latinos de cualquier raza.